# Rota (Cádiz)
Rota is een gemeente in de Spaanse provincie Cádiz in de regio Andalusië met een oppervlakte van 86 km². In 2007 telde Rota 27.571 inwoners.
De gelijknamige Amerikaans/Spaanse marinebasis Rota grenst aan het stadje. Die basis is ook de thuishaven voor de Europese maritieme missie Atalanta.
Naast militairen zijn er weinig mensen buiten het vakantieseizoen in Rota. Dit komt doordat Rota vooral door badgasten uit Sevilla wordt bezocht, velen hebben ook een appartement dat ze bezoeken in het weekend en/of vakanties

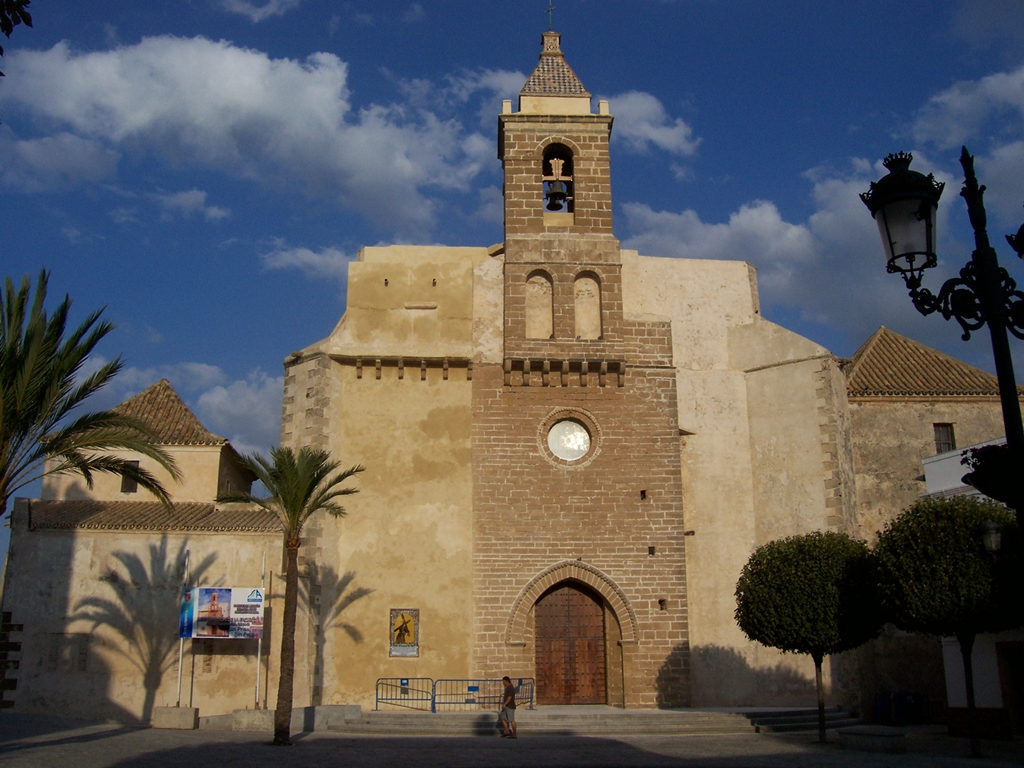
Parroquia de nuestra signora de la o

## Demografische ontwikkeling
Bron: INE; 1857-2011: volkstellingen